# Clivinema mediale
Clivinema mediale är en insektsart som beskrevs av Knight 1928. Clivinema mediale ingår i släktet Clivinema och familjen ängsskinnbaggar. Inga underarter finns listade i Catalogue of Life.